# Репшнур

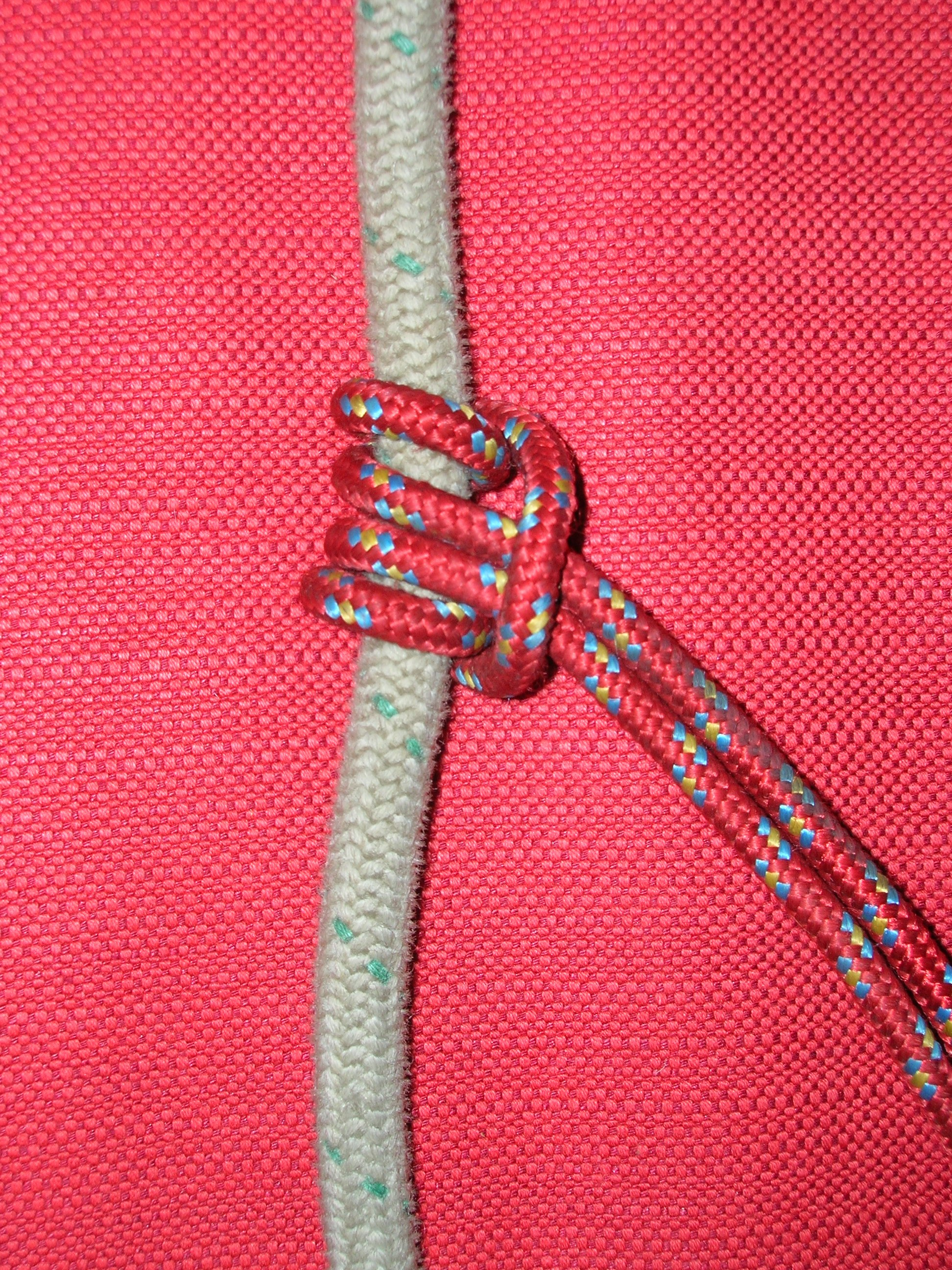
Узел Прусика, завязанный репшнуром на альпинистской верёвке

Репшну́р (лит. вспомога́тельная верёвка, альпинистск. разг. ласкат.-уменьшит. ре́пик, Reepschnur, от нидерл. reep и нем. snuor; англ. cordelette) — статическая верёвка диаметром 6—8 мм круглого сечения с защитной оплёткой. Применяют в альпинизме, скалолазании, спелеотуризме, горном туризме исключительно для вспомогательных функций — вязания петлями схватывающих узлов, изготовления альпинистских лестниц, носилок, петли станции и прочего.

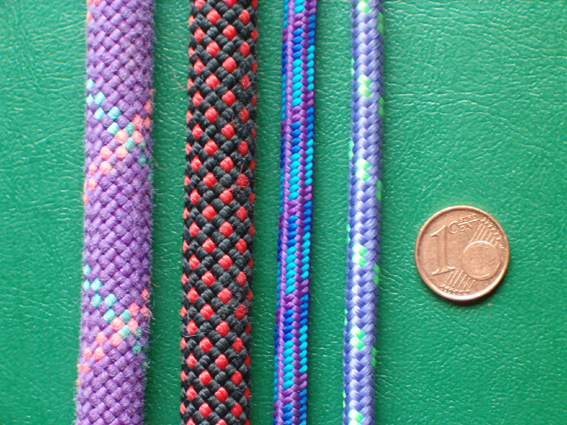
Отличия в диаметре между альпинистскими верёвками и репшнурами

Обычно применяют капроновую верёвку диаметром 3—8 мм. Кевларовые верёвки — более крепкие, но более скользкие и жёсткие и неудобны для схватывающих узлов. Не используют также верёвки с особо скользкой оплёткой (фторопласт, полиэтилен), даже если по прочности они соответствуют стандартной, а также кручёные верёвки без оплётки.
- Шнуры толщиной 7—8 мм используют для вязания петель станций и схватывающих узлов, импровизированных нижних и верхних обвязок и в других вспомогательных целях
- Шнуры толщиной 5—7 мм лучше всего подходят для вязания схватывающих узлов
- Шнуры толщиной 3—6 мм используются для изготовления альпинистских лестниц, подвязывания различных грузов и инструментов к гибкой подвесной системе или альпинистской площадке

Репшнур не рассчитан на динамический рывок.